# Maison La Félicité
La maison La Félicité est une maison située à Aix-en-Provence. 

## Histoire
La maison, ainsi que son jardin, font l'objet d'une inscription au titre des monuments historiques par arrêté du 8 janvier 1969.